# Vaulnaveys-le-Haut
Vaulnaveys-le-Haut ist eine französische Gemeinde mit 4.018 Einwohnern (Stand: 1. Januar 2022) im Département Isère in der Region Auvergne-Rhône-Alpes. Sie gehört zum Gemeindeverband Grenoble-Alpes-Métropole, zum Arrondissement Grenoble und ist Teil des Kantons Oisans-Romanche. Die Einwohner werden Vaulnaviards genannt.

## Geographie
Vaulnaveys-le-Haut liegt etwa 15 Kilometer südöstlich von Grenoble. Das Gemeindegebiet wird vom Flüsschen Vernon durchquert. Umgeben wird Vaulnaveys-le-Haut von den Nachbargemeinden Saint-Martin-d’Uriage im Norden, Chamrousse im Osten, Séchilienne im Süden und Südosten, Vaulnaveys-le-Bas im Süden, Brié-et-Angonnes im Westen und Herbeys im Nordwesten.

## Geschichte

### Die Internierungslager für Kommunisten und Gewerkschafter im Isère
Die Grenoble Alpe Tourisme bewirbt auf ihrer Webseite einen sehr einfachen Familienwanderweg „in einer außergewöhnlichen natürlichen Umgebung zwischen dem Naturschutzgebiet Lac Luitel und Prémol“. Dass diese beiden Orte in der Gemarkung von Vaulnaveyes im Jahr 1940 noch etwas anderes miteinander verband als ihre „außergewöhnliche natürliche Umgebung“, wird in diesem Kontext allerdings nicht thematisiert.
Im Februar 1940, noch zur Zeit der Dritten Französischen Republik unter Édouard Daladier, wurden im Staatswald rund um Prémol und Luitel sowie in Roybon Lager für Kommunisten und Gewerkschafter eingerichtet. Die dort Internierten mussten unter militärischer Aufsicht als soldats spéciaux militärtechnische Arbeiten erledigen: Schaffung oder Erweiterung von Straßen an der Alpenfront oder Forstarbeiten.
Der Hintergrund für diese Internierungen war die Politik der Kommunistischen Partei Frankreichs (PCF).
Da sich die PCF weigerte, den Hitler-Stalinpakt zu verurteilen, wurde ihr implizit Treue zum nationalsozialistischen Deutschland unterstellt, was zu massiven Sanktionen gegen sie als Partei und gegen ihre Mitglieder und Sympathisanten führte. Hochspezialisierte Arbeiter und Ingenieure, die in kriegswichtigen Unternehmen arbeiteten, galten als engagierte Kommunisten und Gewerkschafter als Sicherheitsrisiken. Sie wurden überwacht und für ihr politisches Engagement bestraft. Teile von ihnen wurden auf behördliche Anordnung in Militärarbeiterkompanien (compagnies de travailleurs militaires) interniert.
Aus dem zuvor skizzierten Personenkreis stammten die in den drei Isère-Lagern Internierten. In Prémol und Luitel wurden sie in Holzbaracken untergebracht, die jedoch weder von Zäunen noch von Stacheldraht umgeben waren. Die Internierten wurden zum Bau der Chamrousse-Straße (D111) und zum Holzfällen eingesetzt. In zwei Fällen sind Fluchten aus dem Lager Prémol dokumentiert, beide für den 28. August 1940.
Weitere Informationen über diese Lager liegen nicht vor. Ob sie im September 1940 geschlossen wurden, oder erst später, lässt sich nicht eindeutig klären. Auf Webseiten der Fondation pour la Mémoire de la Déportation finden sich die Hinweise, dass sich im Fort Barraux von Oktober bis November 1940 ein Demobilisierungszentrum für die Internierten der Lager Prémol und Roybon befunden habe. Allerdings werden dort schon für den Juli 1940 700 Demobilisierte aus den Compagnies de Travailleurs Militaires in Prémol und Roybon erwähnt sowie die Anwesenheit von weiteren 204 Ende September 1941. Letzteres könnte ein Hinweis darauf sein, dass nicht alle Angehörigen der Kompagnien demobilisiert wurden, sondern weiterhin im Fort Barraux interniert blieben.

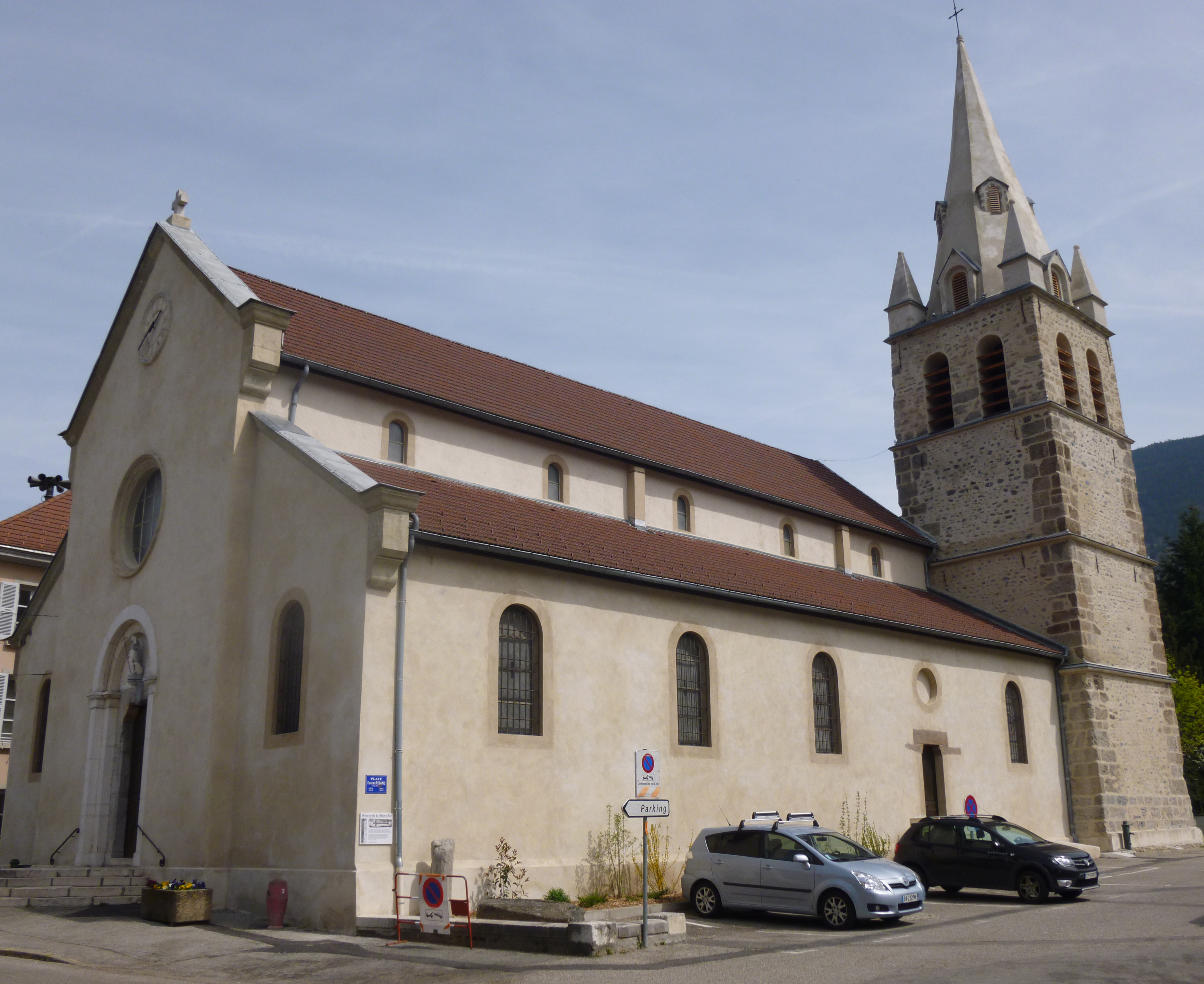
Kirche von Vaulnaveys-le-Haut

## Bevölkerungsentwicklung
| Jahr                       | 1962 | 1968 | 1975 | 1982 | 1990 | 1999 | 2006 | 2011 |
| -------------------------- | ---- | ---- | ---- | ---- | ---- | ---- | ---- | ---- |
| Einwohner                  | 1263 | 1813 | 1564 | 2058 | 2666 | 3096 | 3297 | 3597 |
| Quellen: Cassini und INSEE |      |      |      |      |      |      |      |      |

## Sehenswürdigkeiten
- Kirche Saint-Jean-Baptiste, seit dem 11. Jahrhundert nachgewiesen, Glockenturm aus dem 15. Jahrhundert
- Oratorium
- Kapelle von Belmont aus der zweiten Hälfte des 17. Jahrhunderts
- Kartause Sainte-Marie von Prémol aus dem Jahre 1294, auf der Höhe von 1095 Meter errichtet, geschlossen als Konvent 1791